# Heinkel He 60
Le Heinkel He 60 est un hydravion à flotteurs embarqué monomoteur et biplan de l'entre-deux-guerres et de la Seconde Guerre mondiale. Il était utilisé comme avion de reconnaissance par la marine allemande. 

## Conception

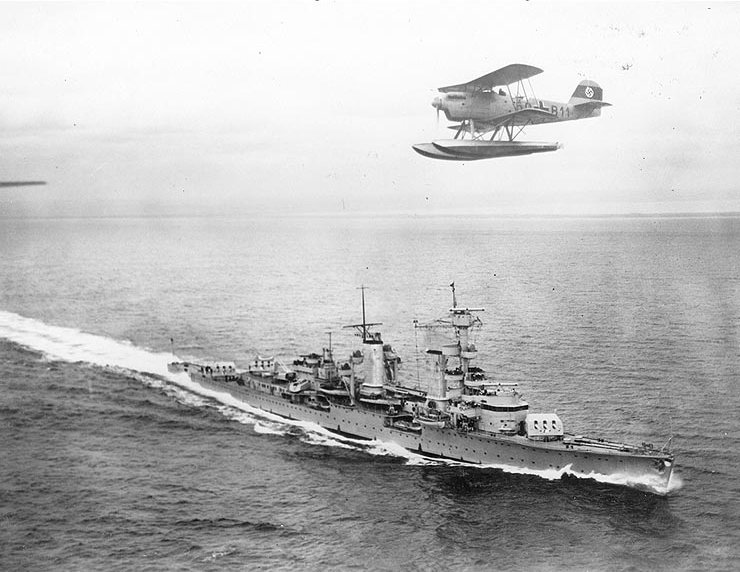
Un Heinkel He 60 survolant le croiseur léger Köln.

Conçu pour répondre à la demande d'un hydravion de reconnaissance, le Heinkel 60a vole au début de 1933. Son comportement est excellent en dépit du fait qu'on le juge lourd et doté d'une trop faible puissance pour un développement ultérieur. Après diverses modifications, le He 60A est fabriqué fin 1934 et le He 60C, assez semblable, en automne de la même année. La fabrication est répartie entre Heinkel, Arado et Weser à partir de 1935. Au total Arado et Weser en construisent cent chacun.

## Engagements
Ce solide biplace, armé d'une mitrailleuse MG 15 de 7,92 mm servie par l'observateur arrière, est un des appareils standard des Küstenfligergruppen (groupes d'aviation côtiers) en 1936. Ces avions avaient pour rôle de patrouiller notamment en mer Baltique et dans le golfe de Finlande à la suite de l'invasion de l'URSS par l'Allemagne. Ils ont été retirés du service en octobre 1943. 
Ils furent utilisés également par l'Espagne sous Franco. Six avions furent commandés, la livraison ayant lieu en avril 1937. Ils permettaient d'effectuer des patrouilles côtières dans le cadre de la guerre d'Espagne. Le dernier avion sera retiré du service en 1948.

## Variants
He 60a
Premier prototype qui vola pour la première fois au début de l'année 1933.
He 60b
Second prototype qui fut équipé d'un moteur plus puissant. Cependant, il ne se montra pas plus performant et fut donc modifié au standard He 60a.
He 60c
Troisième prototype, utilisé avec succès pour des essais de catapultage en 1933. Cet appareil effectua un service opérationnel au sein de la marine.
He 60A
14 appareils de préproduction furent commandés. Un total de 81 exemplaires de la variante A furent produits.
He 60B
Version de production initiale, produite à partir de 1934.
He 60B-3
En 1933, un seul exemplaire fut équipé d'un moteur Daimler-Benz DB 600 de 900 ch pour augmenter les performances de l'avion. Cependant, le développement de cette version fut abandonné.
He 60C
A la fin de l'été 1934, la version améliorée C arriva en production et fut livrée à partir de l'automne 1934.
He 60D
La variante D était similaire au He 60C, mis à part le montage d'une mitrailleuse fixe MG-17 et un d'équipement radio amélioré. La production débuta en Juin 1936.
He 60E
Version d'exportation pour l'Espagne du 60D.

## Pays utilisateurs
Royaume de Bulgarie
- marine bulgare - 5 exemplaires entre 1942-1944

 Reich allemand
- Kriegsmarine
- Luftwaffe

 État espagnol
- Armée de l'air